# Slovenska znanstvena fantastika
Znanstvena fantastika v slovenščini je nastajala večinoma na slovenskem kulturnem in govornem področju – v Avstrijskem cesarstvu, Avstro-Ogrski, Jugoslaviji in Sloveniji.

## Zgodovina

### 19. stoletje
Slovenska znanstvena fantastika in fantazija ima dolgo in bogato tradicijo, ki sega do sredine 19. stoletja. Prvo delo, ki se ga lahko označi za znanstvenofantastično, oziroma fantazijsko, je Mikromega iz leta 1851, ki ga je napisal Simon Jenko, in je izšlo v dijaškem glasilu Slavija. Leta 1871 je izšlo Volkarjevo delo Dijak v Luni pod psevdonimom H. G. Stritar je v Ljubljanskem zvonu izdal svojo utopično zgodbo Deveta dežela. Mahničeva pisemska pripoved Indija Komandija je izšla leta 1884, leta 1889 pa njegov ponatis.
Trdina je leta 1888 izdal zgodbo Razodetje, Tavčar pa leta 1891 roman 4000 (s podnaslovom »Času primerna povest iz prihodnjih dob – po vzorih dr. Ničmaha napisal dr. Nevesekdo«), ki so ga ponatisnili v letih 1902, 1926, 1954 in 1966. Tavčar je navedel, da pripoveduje o svojem času, vendar je dogajanje prestavil v prihodnost, v kateri bralec lažje vidi svojo sedanjost in napake, ki se pojavljajo v njej.
V Slovenskem narodu je leta 1892 izšla priredba kratke češke pripovedi Svatoplucka Čecha, ki jo je podpisal Ivan Toporiš, Arheološko predavanje leta 5000. Arheologi leta 5000 dokazujejo, da so bili Slovenci germansko pleme, saj je vse, kar so zapustili, napisano v nemščini.
Leto kasneje je 1893 v Ljubljanskem zvonu izšlo Šubičevo delo Pogubni malik sveta, ki je oblikovano podobno kot Platonova Država, pripovedni slog pa je podoben Vernovemu. V letu 1883 je prav tako v Ljubljanskem zvonu izšel Mencingerjev roman Abadon. Pisatelj, ki se je podpisal z Nejaz Nemcigren, je delo podnaslovil »Bajka za starce«. Kaže znake utopije in antiutopije ter dejansko zrcali tedanjo Evropo in Slovenijo. V njem se Samorad Veselin odpravi na zrakoplovno potovanje po svetu – od Vezuva do Benetk, od Rima do Monaka, od Pariza do Indije, od Evfrata do Mont Blanca, od Amerike do Slovenije. Znajde se v 24. stoletju in Ljubljane kot mesta ni več. Slovenijo so zavzela azijska barbarska ljudstva, živi le še en Slovenec, Zahodna Evropa pa je kitajska kolonija. Istega leta je Jaklič objavil svojo zgodbo Pantheon.

### 20. stoletje
Večletno zatišje je pred začetkom 1. svetovne vojne prekinil Kristanov roman Pertinčarjevo pomlajevanje iz leta 1914. Roman pripoveduje sanje človeka o pomlajevanju, in skozi njega njegove dogodivščine in izkustvo, modrost in norost. Feigel je objavil svoje prvo daljše pripovedno delo Pasja dlaka! leta 1926. Ploden in zabaven pisatelj, ki so ga kasnejše generacije označile za »slovenskega Julesa Vernea«, je v iskanju novega in različnega človeka močno posegel po fantastičnih potovanjih, ki jih najdemo v večini njegovih del: Elektrokephale (1920), Na skrivnostnih tleh (1929), Čudežno oko (1930), Kolumb (1932), Čarovnik brez dovoljenja (1933), Okoli sveta/8 (1935) in Supervitalin (1939). Njegovi sodobniki so bili: Rehar (Potovanje po zvezdi Večernici (1931)), Vladimir Levstik (Dejanje (1934)), Brežnik (Temna zvezda (1935) in Marsovske skrivnosti), Janko/Hassl (Izum (1938)) in Novačan (Nadčlovek (1939)).
Šorli je leta 1929 izdal svojo zgodbo V deželi Čirimurcev.
Bartol je leta 1935 objavil zbirko kratkih novel Al Araf, leta 1938 pa svoj roman Alamut, ki se dogaja v Iranu v sredini 11. stoletja, in je dejansko opis totalitarnih evropskih družb tedanjega časa. Bartol je prvi v slovenščini uporabil izraz znanstvena fantastika v članku o Poeu.
Po 2. svetovni vojni je Bor napisal delo Vesolje v akvariju (1955). Pečjak je leta 1961 izdal mladinski roman Drejček in trije Marsovčki, ki na duhovit način govori kaj se zgodi, ko Drejček sreča tri majhne Marsovčke. Za roman je Pečjak prejel Levstikovo nagrado. Kasneje je Pečjak napisal dela: Pobegli robot (1976), Adam in Eva na planetu starcev (1972), Roboti so med nami (1974), Kam je izginila Ema Lauš (1980), Doktor živih in mrtvih (2004), Beg med zvezde (2004). V svojih romanih je uporabil svoje strokovne izkušnje s področja psihologije, kar je razvidno v večini njegovih del. Večinoma se ukvarja s človeško psiho in reakcijami na nenavadne okoliščine, velikokrat v povezavi s kibernetiko. Strniša je pisal pesmi in radijski igri Mavrična krila (1973) in Steklenica vode (1974). V vseh Strniševih delih je prisotna metafizika vesoljstva, ki se postavlja nasproti antropocentrizmu. Sam pravi da človek ni središče sveta, da je le celota v malem in del vesoljstva. Človekov svet na Zemlji je le eden od svetov, ki se človeku razodevajo, obstaja pa jih še veliko več.
Puncer je v svojih romanih in zgodbah uvedel več lemovskih tem, kar je bila novost. Pokazal je na človekove neumnosti in napake prek dolgih potovanj. Njegova najpomemnejša dela so: Pregnani iz raja (1970), Izgubljeni človek (1978), Časovna vrv (1993), Wemarus (1994) in Opna (1995).
Remec je zelo ploden pisec, mojster sloga. Njegova dela: Votlina (1972, objavljeno 1977), Prepoznavanje ali bele vdove črni čas (1980, prva nagrada SFERA za roman, podeljena 1981), Iksion ali beg iz prikazovalnice (1981), Kuga plastionska (1982), Mana (1985), Lovec in nečista hči (kratki romani, objavljeni v eni knjigi, 1987), Spomenik Euridiki (druga nagrada SFERA za zgodbo, podeljena 1987) Zelena zaveza (1989), Zapiski odposlanca Zemlje (1991), Astralni svetilniki (1993), Iksia ali slovo živostrojnega človeka (2001), Iks ali Velika samota Noetove barke (2006) kažejo močan vpliv tradicije utopičnih in antiutopičnih romanov. Nekateri od njih so primerljivi z deloma Zamjatina Mi in Orwella 1984.
France Tomšič je pisal antiutopična dela kot sta Zrcalo (1992) in Potop (1994). Grabnar je pisal televizijske scenarije, radijske igre in futuristične romane: Vojna Tajna (1970), Tretje življenje (1980, skupaj s Pečjakom), Leto 2000 – in potem? (1982).
Pomebni avtorji so: Marjan Tomšič (Onstran (1980), Veter večnosti (1989)), Žganjer (Natančno tri dni zamude (1967)), Sivec (Mački v vesolju (1978)), Dolinar (Dnevnik Jureta Novaka). Eden najvidnejših predstavnikov povojne generacije je Gradišnik. Romana Čas (1977) in Zemlja Zemlja Zemlja (1981) pričata o njegovem slogovnem mojstrstvu in obravnavi standardnih znanstvenofantastičnih tem. Njegovo poglavitno zanimanje je posvečeno času in vsem njegovim oblikam in pojavitvam, v vseh svojih podrobnostih, saj se čas, podobno kot Gradišnik sam, giblje v vseh smereh. Druga Gradišnikova dela so: Jona (1977), Trije dnevi, ki so pretresli svet (1978), Tuje obale, neznana morja (1978), Kazen (1978), Raziskovalec (1978), Poizkus (1980), Pionir časa (1985), Povest o Ljubljani. Podobno je pri Kuščerju, katerega dve zgodbi Sabi (1983) in Žalostni virtuoz (1989) se ukvarjata s filozofskimi, moralnimi in družbenimi vprašanji, ki jih spremlja razločni in privlačni slog. Njun sodobnik, Meserko je najbolj znan po svojih izvirnih zamislih in sloga, večkrat ekperimentalnega in inovativnega, vendar nikoli v breme bralcu. Nase je opozoril s svojo prvo knjigo zgodb Igra in agonija (1983), kjer se kažejo njegove izvirne zamisli in obravnavanje žanra. Njegov roman Sanjališče (1995), slogovno izvirno in sveže, je preveden v angleščino. V tem času je v različnih medijih (radio, obzorniki, revije, fanzini, ...) objavil približno 120 zgodb. Največji uspeh je prišel z animiranim filmom Dobrodošli na planet Zemlja (1994), ki ga je posnel Vukotić iz Zagreba. Film temelji na Meserkovi noveli Kmečka idila in so ga prikazali na več mednarodnih festivalih, kjer je za svojo izvirnost prejel več nagrad. Njegova pomembna dela so še: Smrdljivi planet (2000), Sanjalnica (2000) in Senjalca (2004). Drugi pomembni avtorji v tem času so: Čerin (Čas, blaznost in blodnje (1980), Prekletstvo dvoglavega klovna (1990, Prišli so pome: udeležil sem se spopada Čutinov z Ostrini (2004)), Jeršakova, Jirašek in Cerar (Reklama (1985)). Najpomembenjši tedanji kritiki so bili Grabnar, Gradišnik, Leskovšek in Bajt. Bajt je svoje eseje o znanstveni fantastiki zbral v delu Ljudje, zvezde, svetovi, vesolja (1982). Njihovo delo je močno prispevalo k razvoju slovenske znanstvene fantastike.

### 21. stoletje
Od leta 1997 je veliko objavljal tudi Rodošek dela kot so: Temna stran vesolja (1997), Sence neznanega (1998), Spokojni svet (2000), Obračun (2000), Pravici je zadoščeno (2001), Dolgo iskanje (2002), Skoraj enaki (2003), Onstran zaznave (2003), Movara (2005), Neločljiva dvojica (2005).
Leta 2007 je Andrej Ivanuša objavil znanstvenofantastični roman Rheia in pripovedko v verzih, pesnitev iz davnih dni Vilindar, leta 2008 je izšel fantazijski roman Sedmi svet Sebastjana Koleše, v katerem se skupina piratov v lovu za kristalom moči leta 1661 znajde v paralelnem svetu polnem magije in nenavadnih bitij. Leta 2011 je Ivanuša objavil fantastični roman Svetodrev, prvega iz niza Legende iz gozda Tokara.
Leta 2014 je izšel znanstvenofantastični roman Do konca in naprej avtorja Silvestra Vogrinca, ki obravnava temo posmrtnega življenja ter evolucijski načrt človeštva.
Leta 2018 je Erik Sancin objavil znanstvenofantastični roman Dvigalo, v katerem na skoraj popolnoma opustošeni Zemlji 8. tisočletja poteka spopad med ljudmi, evolviranimi onkraj logike profita in nasilja in gensko mutiranim sovražnikom, ki išče kovine in ponovno uničuje planet. Avgusta istega leta je v Italiji izšel italijanski prevod.

### Zbirke in izbori
Objavljeno je bilo več antologij in zbirk: Strah me je (1962), Ne zakrivaj mi neba (1964), Srečni planet (1970), Mavrična krila (1978), Od Bradburyja do Vonneguta (1978), Prodajalna svetov (1978), Kako je bil rešen svet (1985), Terra almanah (1989), Fantazija (1990), Blodnjak 1 (1992), Blodnjak 2 (1993), Trgovina s pregreho (1994), Daleč so zvezde (1994), Vizije prihodnosti (1998), Blodnjak 4 (2003), Blodnjak 6 (2004), ki vsebujejo pregled del tujih avtorjev: Andersona, Asimova, Ballarda, Clarkea, Damona Knighta, Le Guinove, Lema, Mathesona, McIntyreove, Varleyja, Vingeove, Wilhelmove, Wyndhama, in tudi slovenskih piscev: Cerarja, Jiraška, Meserka, Pečjaka, Puncerja, Remca, Skvarče in Šinkovca.
Leta 2008 je začela izhajati zbirka Daljna obzorja založbe KMŠ, v okviru katere so bili ali bodo objavljeni prevodi del avtorjev, kot so Matheson, Herbert in Card.

## Književnost

### Slovenski pisci znanstvene fantastike
- Nina Arlič
- Vladimir Bartol
- Jaka Benedičič
- Tone Berce
- Franc Bešter
- Andrej Blatnik
- Rok Blenkuš
- Berta Bojetu
- Silvija Borovnik
- Igor Bratož
- Pavel Brežnik (P. Ripson)
- Franci Cerar
- Angelo Cerkvenik
- Boris Čerin
- Ivan Črnič
- Branka Damjanič
- Milan Dekleva
- Bojan Dolinar
- Brane Dolinar
- Jože Dolinčar
- Tamara Doneva
- Dejan Fajt
- Damir Feigel
- Marko Fonovič
- Martin Furlanič
- Boris Grabnar
- Branko Gradišnik
- Viktor Hassl
- Janez Hribar
- Andrej Ivanuša
- Josip Jaklič
- Janez Jamnik
- Metod Janko
- Miha Jarh
- Primož Jenko
- Simon Jenko
- Marjetka Jeršak
- Franc Jeza
- Zvone Jirašek
- Boris Jukić
- Uroš Kalčič
- Milan Kleč
- Dag Kleva
- Sebastjan Koleša
- Žiga Kosec
- Anton Košmrl
- Dušan Kralj
- Tomaž Kralj
- Maja Kranjc
- Etbin Kristan
- Iztok Krkoč
- Maks Kubo
- Erika Kum
- Samo Kuščer
- Feri Lainšček
- Vladimir Levstik
- Anton Mahnič
- Janez Majnič
- Marko Mak
- Miha Mazzini
- Vladimir Memon
- Janez Mencinger
- Bojan Meserko
- Miloš Mikeln
- Iva Mohar
- Gabriel Motoviš
- Bradimir Možgan
- Zlatko Naglič
- Jernej Ništrc
- Anton Novačan
- Bogdan Novak
- Dušan P. Novak
- Maja Novak
- Vladimir Pavšič (Matej Bor)
- Vid Pečjak (Div Kajčep)
- Tone Perčič
- Damjan Perme
- Tone Peršak
- Milan Petek
- Maia Pleiades
- Andrej Pogorelc
- Mihaela Ponebšek
- Sanja Pregl
- Franc Puncer - Aci (Franjo Puncer)
- Toni Pustovrh
- Andrej Rakovec
- Denis Rakuša
- Tomo Rebolj (Aaron Kronski)
- Radivoj Rehar
- Miha Remec
- Samo Resnik
- Edo Rodošek
- Milivoj Miki Roš
- Miran Rotner
- Franček Rudolf
- Dimitrij Rupel
- Marko Seketin
- Rok Sieberer - Kuri
- Veseljko V. Simonović
- Sandi Sitar
- Ivan Sivec
- Marjan Skvarča (Robert Graden)
- Marinka Slana
- Borut Slokan
- Nataša Smerdelj
- Filip D. Snorkelj
- Josip Stritar
- Gregor Strniša
- Leopold Suhodolčan
- Andrej Ščurk
- Matjaž Šinkovec
- Ivo Šorli
- Simon Šubic
- Andrej Šušteršič
- Boris Švagelj
- Ivan Tavčar
- Mitja Tavčar
- Gregor Tomažin
- Jaka Tomc
- France Tomšič
- Marjan Tomšič
- Ivan Toporiš
- Janez Trdina
- Marko Uršič
- Matjaž Valenčič
- Darjan Vaupotič
- Martin Vavpotič
- Matija Vidmar
- Viljem Vidmar
- Boris Višnovec
- Silvester Vogrinec
- Andrej Volkar
- Aleš Vrabič
- Primož Vresnik
- Samo Vresnik
- Egist Zagoričnik
- Lenart Zajc
- Jaša L. Zlobec
- Igor Zobavnik
- Peter Zupanc
- Branimir Žganjer
- Danila Žorž
- Erik Sancin
- Stan Dirdeny

### Prevajalci
- Anton Bajec (Verne)
- Drago Bajt (brata Strugacki, Zamjatin)
- Tomaž Bajuk (de Lint)
- Teja Bivic (Matheson)
- Slavica Boštjančić (Živković)
- Dubravka Celinšek (Ballard)
- Ivan Črnagoj (Verne)
- Andrej Dolenc (Dick, Miller mlajši)
- Mate Dolenc (Heinlein)
- Jože Dolničar (Asimov, Clarke, Clement)
- Iztok Fajfar (Adams)
- Boštjan Gorenc (Gaiman, Martin, Pratchett)
- Boris Grabnar (Asimov, Heinlein, Wells)
- Božidar Grabnar (Wells)
- Robert Graden (brata Strugacki)
- Bogdan Gradišnik (Dick, Silverberg, Wells)
- Branko Gradišnik (Scheckley, Tolkien, Vonnegut)
- Janez Gradišnik (Verne)
- Pavel Holeček (Wells)
- Aleš Holz (Dick, Miller mlajši)
- Uroš Kalčič (Adams)
- Katja Kirn (Dick)
- Boštjan Klajnščak (Dick)
- Alojz Kodre (Adams, Heinlein)
- Karlo Kocjančič (Verne)
- Žiga Leskovšek (Anvil, Asimov, Beaumont, Bester, Clarke, Collier, Dick, Egan, Izzo, Kotzwinkle, Landis, Manhattan, McDevitt, Murphy, Martin, Porges, Purdom, Reynolds, Shaara, Sheckley, Silverberg)
- Janez Menart (Adams)
- Mitja Meršol (Kotzwinkle)
- Bojan Meserko (Živković)
- Janko Moder (Verne)
- Milena Mohorič (Wells)
- Seta Oblak (Wells)
- Urška Pajer (Kayeva)
- Jože Požru (Sheckley)
- Dejan Rajčić (de Lint, Miller mlajši, Tepper)
- Anton Ratajc (Verne)
- Alenka Razboršek (Dick)
- Dušan Rebolj (Lassiter)
- Tomo Rebolj (Bradbury, Larionova, Raos, Simak)
- Samo Resnik (Silverberg)
- Vid Sagadin (Hubbard)
- Samo Savnik (Lem)
- Marija Slapnik (Asimov)
- Svetko Skok (Wells)
- Jože Stabej (Verne)
- Bogomir Stopar (Verne)
- France Stopar (Verne)
- Marjan Strojan (Adams)
- Severin Šali (Vladimír Babula)
- Marijan Tavčar (Heinlein)
- Peter Vengar (Silverberg)
- Boris Verbič (Verne)
- Jože Zupančič (Beljajev)
- Mitja Zupančič (Silverberg)

## Občestvo

### Klubi in društva
Leta 1981 so bili v Sloveniji trije ljubiteljski klubi: Konstelacija v Celju, ter v Ljubljani Sekcija za spekulativno umetnost in Nova. Sekcijo za spekulativno umetnost so ustanovili leta 1976 v študentskem naselju v Rožni dolini. Glavni urednik in predsednik Sekcije je bil Šinkovec. Sekcijo za znanstveno fantastiko Konstelacija so v Celju ustanovili leta 1977. Sedež je imela v tedanjem Mladinskem klubu. Leta 1981 se je preimenovala v Društvo za ljubitelje ZF Konstelacija. Društvo ljubiteljev ZF Nova so ustanovili leta 1981. Pomebni člani so bili Granda, Leskovšek in Remec. V letu 1983 sta oba ljubljanska kluba v Cankarjevem domu organizirala Festival znanstvene fantastike Eurocon, na katerem sta bila slavnostna gosta Aldiss in Pečjak.
Vsi trije so prenehali delovati. Nova je objavil svoj fanzin Nova (7 številk), Sekcija za spekulativno umetnost je objavila Občasnik (6 številk), zadnjega leta 1984. V letu 1986 so ustanovili Združenje za propagandiranje znanstvene fantastike v vseh izraznih oblikah - Terra. Njegovi znani člani so bili: Zupančič, Leskovšek, Meserko in Bajt. Na Filmskem festivalu v Cankarjevem domu je Granda (predsenik Nove) podelil nagrade NOVA posameznikom, ki so pomembno prispevali k razvoju žanra ZF na Slovenskem. Nagrado so prejeli Bajt, Iskra, Kuščer, Leskovšek in Remec. Nagrado so podelili le trikrat.
Najpomembnejši znanstvenofantastični fanzin/revija je bil Skvarčev in Meserkov Blodnjak. Izšlo je 13 Blodnjakov, prvi leta 1993. Leta 1998 so ustanovili Tolkienovo društvo Gil-Galad. 19. maja 2005 so v Ljubljani ustanovili Društvo ljubiteljev znanstvene fantastike in fantazije Prizma, v okviru katerega je izhajalo glasilo Neskončnost. Prizma je prenehala z delovanjem leta 2013, tako da je Gil-Galad trenutno v Sloveniji edino tovrstno društvo.
Od leta 2016 znanstveni fantastiki z izdajanjem »revije za spekulativno fikcijo« (imenovane Supernova) posebno pozornost namenja Celjsko literarno društvo.

### Revije
Nekdaj je bil v Sloveniji priljubljen Sirius z deli tujih in jugoslovanskih avtorjev. V Siriusu je izšlo tudi nekaj odličnih del slovenskih avtorjev, na primer Kuščerjevo delo Žalostni virtuoz (št. 120). Med letoma 1976 in 1989 je izšlo 164 številk. Kratke znanstvenofantastične zgodbe so objavljale in objavljajo: Spika, Tribuna, Življenje in tehnika, spletna revija e-Blodnjak. Od leta 2016 dvakrat letno izhaja Supernova, »prva in edina tiskana revija za spekulativno književnost v Sloveniji«.

### Na spletu
Leta 2018 je nastal »spletni portal za spekulativno književnost«, imenovan Znanstvena Fantastika, kjer redno objavljajo eseje na temo znanstvene fantastike in fantazije – ter kratke zgodbe slovenskih avtorjev.

## Film
- Vid Pečjak, Kam je izginila Ema Lauš
- Dobrodošli na planet Zemlja (1994), Bojan Meserko, Kmečka idila

## Gledališče
- Franc Puncer - Aci, Pregnani iz raja, SLG Celje, 1970